# فهرست آثار ملی تاریخی سقز

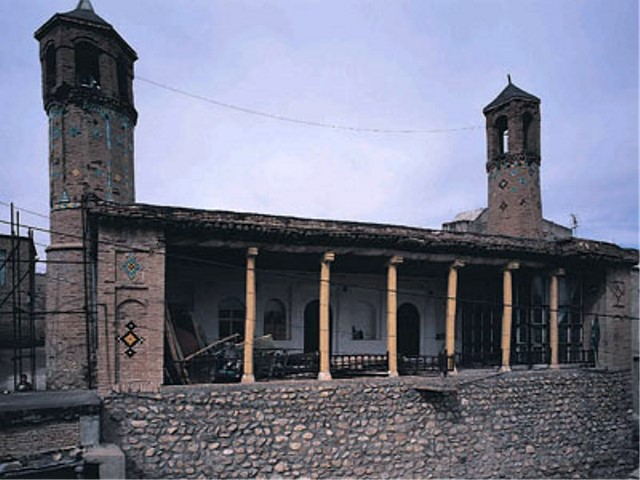
مسجد دومناره

فهرست آثار ملی تاریخی سقز:

## مسجد
- مسجد ترجان
- مسجد تمبر بیگ
- مسجد دو منار
- مسجد دومناره
- مسجد شیخ مظهر

## خانه، عمارت و حمام

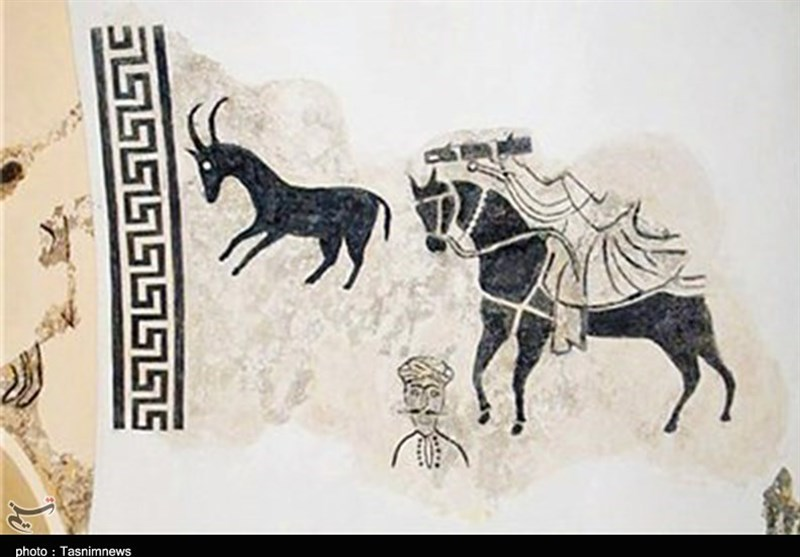
نقوش روی دیوار حمام حاج صالح

- عمارت کمانگر
- حمام حاج صالح

## آسیاب، بند و چشمه

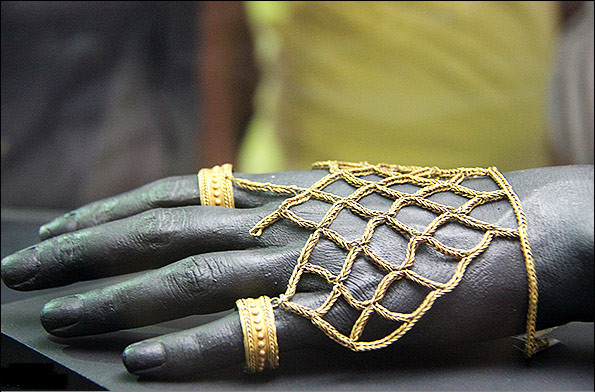
آثار برجای مانده از گنجینیه زیویه در موزه ملی

- تپه آش (آسیاب) خاک و خول
- محوطه سنگ‌بند
- تپه کیسه لان (چشمه لاکپشتان)

## بازار و کاروانسرا
- بازار سقز
- کاروانسرای تاجوانچی

## گنجینه
- گنجینه زیویه

## محدوده‌های باستانی
- محدوده باستانی ژاژاله
- دشت ده کهنه حرامزالو
- تاقه دار (تک درخت)
- کوشکله
- محدوده و گورستان تاریخی میدان موکریان

## تپه و تپه قلعه

### تپه
- تپ کهنه ده گویزان
- تپه آش (آسیاب) خاک و خول
- تپه باخچله
- تپه باغ کله‌گنده
- تپه باغ هفتوانان
- تپه بالداره
- تپه بیگ اویسی
- تپه بیوره
- تپه پیربائین
- تپه پیرمحمد (مقبره)
- تپه تاوه قران
- تپه تیکمه آش
- تپه چی چی خوار
- تپه ده‌کهن
- تپه ده‌کهنه و قبرستان تاریخی
- تپه زیویه (گنکه سوراخ)
- تپه زیویه پیر یونس
- تپه سر دشت
- تپه سور
- تپه سید کریم
- تپه شیخل تاریک
- تپه شیودول دریژ
- تپه صائین ۱ و ۲
- تپه صوفی حاجی
- تپه طلا
- تپه عینه‌بگ
- تپه غرب روستای چی‌چی‌خوار
- تپه قپلانتو
- تپه قورخ
- تپه قهوه‌خانه ملقرنی
- تپه کانی برف
- تپه کانی ره شکه
- تپه کانی زرین
- تپه کانی سپی
- تپه کانی سهراب
- تپه کانی کلو
- تپه کانی نیاز
- تپه کلک آبی قیلسون
- تپه کیسه لان (چشمه لاکپشتان)
- تپه گاقران
- تپه گورستان میتو
- تپه لیلان جغا
- تپه محمودآباد
- تپه مزیوره
- تپه مقابل قلندر
- تپه و گورستان آرداش
- تپه هل مله جار
- تپه هه‌وار شمسه
- تپه‌های باستانی زیویه ۱ و ۲
- تپه‌های کانی ابراهیم و گوی پردک
- تپ کهنه ده گویزان

### تپه قلعه
- تپه قلعه اسلام‌آباد
- تپه قلعه پشت روستای خوشقشلاق
- تپه قلعه پولاد بگ
- تپه قلعه پیر یونس
- تپه قلعه توان
- تپه قلعه چوملو
- تپه قلعه حاج محمد رسول
- تپه قلعه خیدر
- تپه قلعه زیویه
- تپه قلعه سلیمان مامه
- تپه قلعه صاحب
- تپه قلعه عرب اوغلی
- تپه قلعه قره‌گل
- تپه قلعه کهنه ده آبدره
- تپه قلعه گاه
- تپه قلعه و ده کهنه گلی
- تپه قلعه هیجانان

## قلعه و محوطه قلعه

### قلعه
- قلعه کرویان
- قلعه آخکند
- قلعه اسکندر
- قلعه باخچله
- قلعه بالا و پایین
- قلعه برزان
- قلعه زیویه
- قلعه قیلسون
- قلعه کند لان
- قلعه کهنه (کمنتو)
- قلعه هفت وانان

### محوطه قلعه
- محوطه قلعه (قره ناو)
- محوطه قلعه سنگر

## گورستان‌های تاریخی

### تپه گورستان
- تپه ده‌کهنه و قبرستان تاریخی
- تپه گورستان میتو
- تپه و گورستان آرداش

### گوردخمه و گورستان
- گوردخمه و گورستان قلعه‌گاه
- گورستان ابوالمومن
- گورستان اسلامی
- گورستان بدرآباد
- گورستان بله‌جر
- گورستان تاریخی بر قلعه
- گورستان تاریخی کهنه قلعه
- گورستان ده کهنه صالح بیگ
- گورستان صوفی دوشه
- گورستان قدیم قهرآباد
- گورستان کرویان
- گورستان کلک و امان کی
- گورستان گرده سور
- محوطه و گورستان سیوه سور

## چال‌های تاریخی
- چال پا سوخته